# Dipendra Prasad

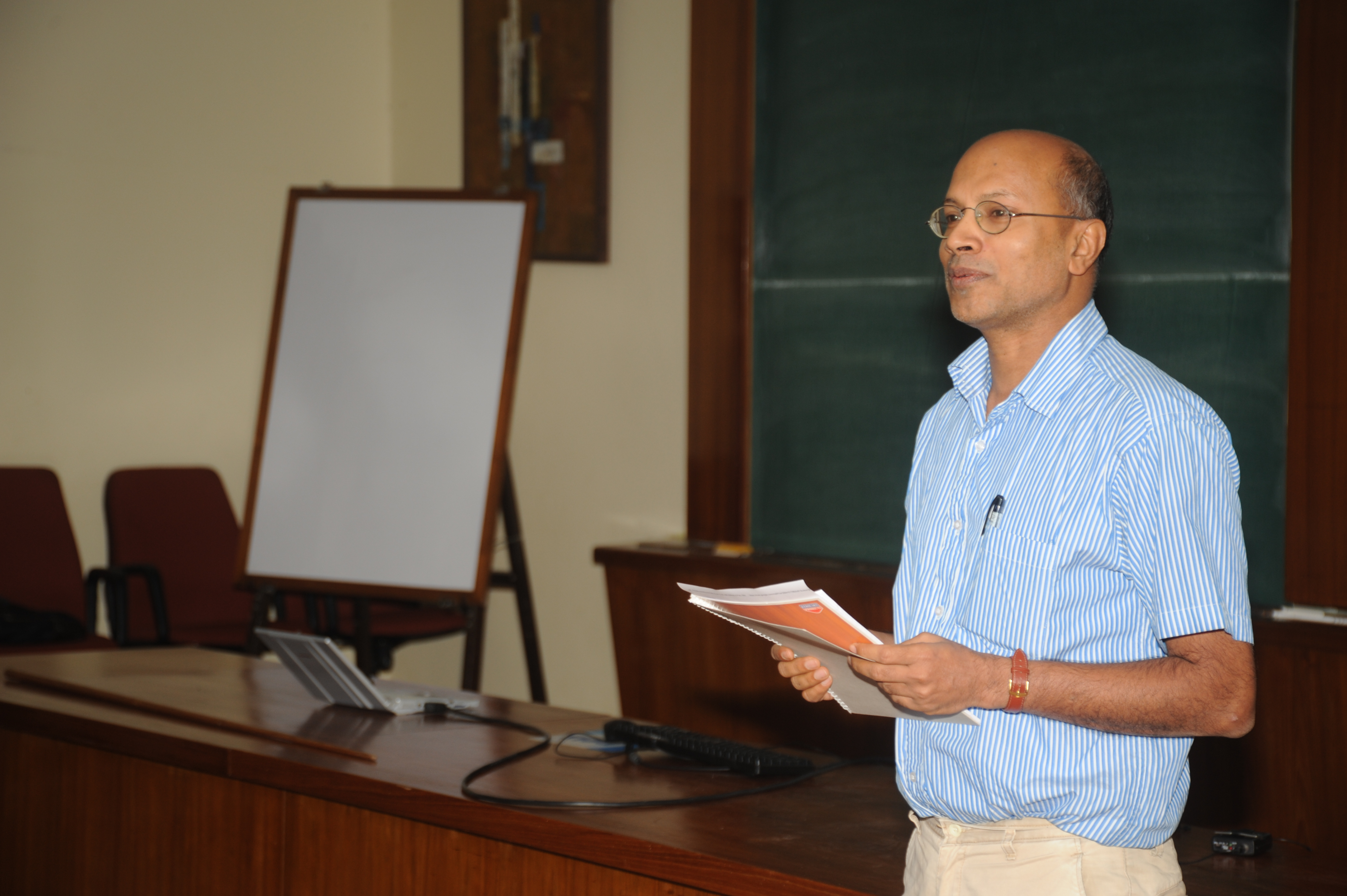
Dipendra Prasad

Dipendra Prasad (* 22. März 1960) ist ein indischer Mathematiker.

## Leben und Wirken
Prasad studierte am St. Xavier College in Mumbai mit dem Bachelor-Abschluss 1978, am Indian Institute of Technology in Kanpur mit dem Master-Abschluss 1980 und wurde 1989 bei Benedict Gross an der Harvard University promoviert (Trilinear Forms for GL2 of a Local Field and {\displaystyle \varepsilon }-Factors). Er war Professor am Harish-Chandra Research Institute in Allahabad (ab 1994 Associate Professor und ab 1997 Professor) und ist Professor am Tata Institute of Fundamental Research. Dort war er schon 1990 bis 1993 Fellow und 1993 bis 1997 Reader.
Er befasst sich mit Zahlentheorie, automorphen Formen (Langlands-Programm) und Darstellungstheorie p-adischer Gruppen. Er untersuchte die Verzweigungsregeln (Branching Rules) bei Einschränkung der Darstellung von Gruppen auf eine ihrer Untergruppen, speziell für unendlich dimensionale Darstellungen reeller und p-adischer Gruppen. Mit Benedict Gross zeigte er in diesem Zusammenhang die Bedeutung von sogenannten Epsilon-Faktoren in den Verzweigungsregeln. Das hat Verbindungen zur globalen Theorie automorpher Formen im Langlands-Programm. 

## Ehrungen (Auswahl)
Im Jahr 2002 erhielt Prasad den Shanti-Swarup-Bhatnagar-Preis. Er war eingeladener Sprecher auf dem Internationalen Mathematikerkongress in Rio de Janeiro 2018 (Ext-analogues of branching laws). 

## Mitgliedschaften (Auswahl)
Dipendra Prasad ist seit 1997 gewählter Fellow der National Academy of Sciences India (NASI) in Prayagraj, ehemals Allahabad, und seit 2003 Fellow der Indian National Science Academy (INSA).

## Privates
Er ist der Bruder der Mathematikprofessoren Gopal Prasad und Shrawan Kumar.

## Schriften
- Trilinear forms for representations of GL (2) and local {\displaystyle \varepsilon } -factors, Compositio Mathematica, Band 75, 1990, S. 1–46.
- mit B. H. Gross: Test vectors for linear forms,  Math. Ann., Band 291, 1991, S. 343–355
- mit B. H. Gross: On the decomposition of a representation of SO(n) when restricted to SO(n − 1), Canadian Journal of Mathematics, Band 44, 1992, S. 974–1002.
- mit C. Khare: Extending local representations to global representations, Kyoto J. of Maths, Band 36, 1996, S. 471–480
- mit Jeffrey D. Adler: On certain mulitplicity one theorems, Israel J. of Mathematics, Band 153, 2006, S. 221–245.
- Relating invariant linear form and local epsilon factors via global methods, with an appendix by H. Saito, Duke Mathematical Journal, Band 138, 2007, S.  233–261.
- mit Rainer Schulze-Pillot: Generalised form of a conjecture of Jacquet, and a local consequence, J. Reine und Angewandte Mathematik, Band 616, 2008, S. 219–236
- mit Ramin Takloo-Bighash: Bessel models for GSp (4), J. Reine und Angewandte Math., Band  655., 2011, S. 189–243.
- mit Dinakar Ramakrishnan: On the self-dual representations of division algebras over local fields, American Journal of Mathematics, Band. 134, 2012, S.  749–772.
- mit Wee Teck Gan, B. H. Gross: Symplectic local root numbers, central critical L-values, and restriction problems in the representation theory of classical groups, Astérisque,  No. 346, 2012, S. 1–109
- mit Gan, Gross: Restriction of representations of classical groups: Examples, Astérisque,  No. 346, 2012, S. 111–170